# Slag bij Germantown
De Slag bij Germantown was een veldslag tijdens de Amerikaanse Onafhankelijkheidsoorlog die plaatsvond op 4 oktober 1777 tussen het Continentale Leger van George Washington en de Britse en Hessische troepen van William Howe in Germantown (Pennsylvania).

## Aanloop
De Philadelphiacampagne was slecht begonnen nadat de Amerikanen bij Brandywine en Paoli waren verslagen door de Britten. Op 26 september 1777 werd Philadelphia door de Britse generaal William Howe ingenomen en hij verplaatste een groot gedeelte naar de plaats Germantown dat ten noorden van Philadelphia lag. Generaal George Washington besloot daarop om Germantown aan te vallen en probeerde hen aldaar te verrassen. Op de avond van 3 oktober trok het Amerikaanse leger richting het dorp.

## Slag
Washington had zijn leger in vier verschillende colonnes onder verdeeld die de aanval uitvoerden. De colonne onder leiding van John Sullivan begon kort na dageraad met de beschietingen. Sullivan slaagde er na enige tijd in om de piketten die hem de weg versperden terug naar Germantown te jagen. Hierna begonnen de Britten zich in het plaatsje te verdedigen en werden enkele huizen gebarricadeerd. De divisie van William Maxwell kreeg daarop van Washington het commando om het huis Cliveden te bestormen. Het huis wist echter de bombardementen van de Amerikaanse kanonnen te doorstaan.
Sullivan stuurde ondertussen een divisie onder leiding van Anthony Wayne vooruit, maar kwamen in een geïsoleerde positie terecht en trokken daarop zich weer terug. De colonne van Nathanael Greene was inmiddels ook verder gemarcheerd maar in de mist van de vroege ochtend zagen de divisie van Wayne voor Britten aan waardoor ze het vuur op hen openden. In het noorden was de colonne van McDougall ook op de Britten gestuit en moest na enige tijd de aftocht blazen. Toch waren de Amerikanen er nog steeds van overtuigd dat ze konden winnen. Een regiment van Greene opende de aanval op de Britse linies, maar het regiment was algauw omsingeld door twee brigades van Charles Cornwallis. Hierdoor moest het regiment zich overgeven en daarop liet Green zijn colonne terugtrekken.